# Hervé Bochud
Hervé Bochud (* 15. November 1980) ist ein ehemaliger Fussballspieler mit französischer und schweizerischer Nationalität.

## Karriere
Bochud spielte in seiner Jugend für den FC Nivolet Bassens und den SO Chambéry. 1991 wechselte er in die Jugend von AJ Auxerre und wurde mit ihr französischer U-15-Jugendmeister.
In der Saison 1999/2000 spielte der Verteidiger beim Schweizer Nationalliga-A-Verein Neuchâtel Xamax. In der höchsten Schweizer Liga kam er zu zwei Einsätzen. Er wechselte 2000 zum Ligakonkurrenten Young Boys Bern, kam in den zwei Saisons jedoch zu keinem Einsatz. Weitere Vereine waren Yverdon-Sport FC, FC Solothurn, SR Delémont, FC Baden und FC Wil. Zur Saison 2006/07 wechselte Bochud zum FC Schaffhausen und damit erneut in die höchste Schweizer Liga (mittlerweile mit dem Namen Super League). Am Saisonende stieg er mit der Mannschaft als Tabellenletzter in die Challenge League ab. Hier spielte er ein weiteres Jahr für Schaffhausen.
Im Sommer 2008 wechselte er mit seinem Mannschaftskollegen Salvatore Amirante zum FC Carl Zeiss Jena in die 3. Liga nach Deutschland. Nachdem er im Juli 2009 vom FC Carl Zeiss Jena aus dem Team ausgeschlossen worden war, zog er vor das Jenaer Arbeitsgericht und erreichte in einem Vergleich, dass er zumindest mit der ersten Mannschaft trainieren durfte. Im August einigten sich dann beide Seiten auf eine Auflösung des Vertrages.
Kurze Zeit später fand der Verteidiger einen neuen Club. Bochud wechselte zurück in die Schweiz, zum Challenge-League-Aufsteiger FC Le Mont aus Lausanne, und dann zum SC Kriens, mit seinem ehemaligen Trainer Maurizio Jacobacci. Er beendete seine Karriere nach seiner letzten Station beim FC La Tour/Le Pâquier (2. Liga interregional).